# سؤال ماساتشوستس 3
[بحاجة لمصدر]هو قانون لمنع القسوة على حيوانات المزرعة، يعرف بسؤال 3، كانت المبادرة الثالثة عام 2016 في اقتراع ماساتشوستس. سوف يتطلب الإجراء من المزارعين في ماساتشوستس بإعطاء مساحة أكبر للدجاج، الخنازير،و العجول تمكنهم من الإلتفاف، الوقوف، الاستلقاء، و تمديد أطرافهم بشكل كامل. كما أن الإجراء سيمنع بيع البيض و اللحوم من الحيوانات التي تم تربيتها بظروف لم تلب هذه المعايير.
في عام 2016، قامت 11 ولاية أخرى بسن قوانين ضد بعض أشكال الحبس هذه، و تملك كاليفورنيا قانونا يمنع بيع البيض من الدجاج الموضوع بأقفاص صغيرة. كان الإجراء مدعوما من المجتمع الإنساني للولايات المتحدة و حلفائها،و معارضة من قبل مجموعات الزراعة الحيوانية الإقليمية و الوطنية.جادل المؤيدون بأن المبادرة تمثل إصلاحا لرعاية الحيوانات من شأنه أن يعزز سلامة الغذاء، بينما المعارضين رفضوا الإدعائين و حذروا بأن هذه الإجرائات ستؤدي لارتفاع كبير في أسعار منتجات الحيوانات، فتؤدي لضرر سكان ماساتشوستس متدني الدخل.
الإجراء كان مقبولا بشكل كبير، حيث صوت 77% مع القرار فأصبح أوسع قانون ضد حبس حيوانات المزرعة في البلاد.سيصبح ساري المفعول بالكامل في 1 كانون الثاني عام 2022.
الإجراء كان موضوع تحديين قانونيين.الأول، محاولة منعه من الاقتراع لأسباب إجرائية، حكم ضده من قبل المحكمة العليا في ماساتشوستس في يوليو 2016. و الثاني قدم إلى المحكمة العليا في الولايات المتحدة من قبل ولايات الزراعة الائتلافية، يدعي أن أحكام سؤال 3 انتهكت شرط التجارة الخامدة؛ رفضت المحكمة الاستماع إلى القضية في كانون الثاني عام 2019.